# Konnagar
Konnagar là một thành phố và khu đô thị của quận Hugli thuộc bang Tây Bengal, Ấn Độ.

## Địa lý
Konnagar có vị trí 22°42′B 88°21′Đ / 22,7°B 88,35°Đ Nó có độ cao trung bình là 14 mét (45 feet).

## Nhân khẩu
Theo điều tra dân số năm 2001 của Ấn Độ, Konnagar có dân số 72.211 người. Phái nam chiếm 52% tổng số dân và phái nữ chiếm 48%. Konnagar có tỷ lệ 80% biết đọc biết viết, cao hơn tỷ lệ trung bình toàn quốc là 59,5%: tỷ lệ cho phái nam là 84%, và tỷ lệ cho phái nữ là 77%. Tại Konnagar, 8% dân số nhỏ hơn 6 tuổi.